# Marseillette
Marseillette (okzitanisch Marselheta) ist eine französische Gemeinde mit 706 Einwohnern (Stand 1. Januar 2022) im Département Aude in der Region Okzitanien. Sie gehört zum Arrondissement Carcassonne und zum Kanton La Montagne d’Alaric.

## Lage
Marseillette liegt 15 Kilometer östlich von Carcassonne, eingekeilt zwischen der Aude im Süden und Canal du Midi im Norden. Nachbargemeinden von Marseillette sind Saint-Frichoux im Nordosten, Blomac im Südosten, Capendu im Süden, Barbaira im Westen und Aigues-Vives im Nordwesten.

## Bevölkerungsentwicklung
| Jahr      | 1962 | 1968 | 1975 | 1982 | 1990 | 1999 | 2018 |
| Einwohner | 775  | 748  | 647  | 606  | 645  | 678  | 708  |

## Persönlichkeiten
- Barthélemy Clément Combes (1839–1922), römisch-katholischer Geistlicher, Erzbischof von Karthago